# The Knocks
The Knocks est un duo américain de musique électronique, originaire de New York, composé de Ben Ruttner et James Patterson.

## Histoire
Ils sont connus pour leurs propres sorties sur des labels tels que Kitsuné, Big Beat Records, Neon Gold et Atlantic Records et pour leurs remixes présentés sur The Hype Machine, Beatport et des setlists de divers DJ. Leur premier album, 55, sort le 4 mars 2016. Leur deuxième album, New York Narcotic, est sorti le 28 septembre 2018, donnant lieu aux singles Ride or Die avec Foster the People, Brazilian Soul et Best Friend avec Sofi Tukker. En 2021, ils travaillent ensemble avec Purple Disco Machine sur la chanson Fireworks.

## Discographie

### Albums studio
| Titre             | Détails                                                                                           | Meilleure position |
| Titre             | Détails                                                                                           | US Elec.           |
| ----------------- | ------------------------------------------------------------------------------------------------- | ------------------ |
| 55                | - Sortie : 4 mars 2016 - Label : Neon Gold, Big Beat - Formats : CD, vinyle, téléchargement       | 2                  |
| New York Narcotic | - Sortie : 28 septembre 2018 - Label : Neon Gold, Big Beat - Formats : CD, vinyle, téléchargement | —                  |

### EP
- 2011 : Magic
- 2014 : Comfortable
- 2015 : So Classic
- 2016 : 55.5 (The Knocks VIP Mix)
- 2017 : Testify
- 2021 : Melody and Silence (avec Foster the People)